# Vescomtat de Lomanha
El vescomtat de Lomanha fou una jurisdicció feudal de Gascunya, sorgida de la divisió del ducat el 977.
Segons la proposta de divisió administrativa d'Occitània del diari Jornalet, basada en l'obra de Frederic Zégierman Le Guide des pays de France, les terres de l'antic vescomtat formarien la Lomanha, un parçan o comarca occitana ubicada a la regió de la Gascunya, subregió de l'Armanyac.

## Història
Mort el duc Sanç IV de Gascunya el 977 va deixar quatre fills vius que van rebre territoris:
- Guillem, ducat de Gascunya
- Gombau, comte de l'Agenès (Agen o Agenois) i de Basas (aquesta línia es va extingir per renúncia i va revertir a la ducal)
- Aner, vescomte de Gascunya, origen del vescomtat de Tursan, vescomtat de Gabarda o Gabarret i del vescomtat d'Oleron, que va rebre per herència el vescomtat de Brulhes.
- Donat, vescomte de Gascunya, origen del vescomtat de Lomanha, del vescomtat de Brulhes i de la senyoria de Galard.

Donat fou titulat vescomte de Gascunya i va tenir tres fills: Guillem (mort el 994), Garcia (esmentat com a comte de l'Agenès) i Odó, vescomte de Lomanha. Odó va morir el 1009 i el va succeir el seu fill Arnau I (1009-1021) que fou pare de Garcia, senyor de Galard, tronc dels senyors de Galard (continuada pels seus fill i net Aimeric i Argain), i Arnau II que va prendre el títol de vescomte de Lomanha. Va morir el 1059 i del seu matrimoni amb Toda Adelaida, de la branca ducal de la família, que li havia aportat el vescomtat de Lomanha i el d'Auvillars, va deixar dos fills (un tercer, Ramon, que va portar el títol de vescomte, va morir el 1045): Odó II, vescomte de Lomanha; i Adelaida, casada amb el vescomte Roger de Garbarda, i dotada amb la terra de Brulhes amb títol vescomtal. Odó II, vescomte de Lomanha i Auvillars va morir el 1084 i el va succeir el seu fill Odó III mort el 1091. El va succeir el seu fill Vessià I (mort el 1137) i a aquest el seu fill Odó IV mort el 1178. Vessià II, el seu fill, va morir el 1181 i va entrar el seu fill Odó V, i mort aquest el seu fill Arnau III Odó mort el 1256. Es va casar amb Mascarosa I comtessa d'Armanyac i Fesenzac però no va tenir fills amb ell; si va tenir successió d'un segon matrimoni, del que va néixer Vessià III que va heretar Lomanha i Auvillars, però va morir sense fills els 1280 i la successió va passar a sa germana Felipa, que estava casada amb Helí VIII comte de Perigord. Ispan I, germà d'Odó V, va encetar la branca de senyors de Gimac i Gensac. Els vescomtat de Lomanha i Auvillars van recaure el 1325 en Regina de Gòtia (filla de Filipa?) que es va casar amb Joan I d'Armanyac, casa a la qual van restar units fins a la incorporació a la corona (1327-1491)

## Llista de vescomtes
- Donat I vescomte de Gascunya 977-c.980
- Odó vescomte de Gascunya c. 980-1009
- Arnau vescomte de Gascunya 1009-1021
- Arnau I vescomte de Gascunya, primer a titular-se vescomte de Lomanha 1021-1059
- Odó I vescomte de Lomanha i Auvillars 1059-1084
- Odó II 1084-1091
- Vessià I 1091-1137
- Odó III 1137-1178
- Vessià II 1178-1221
- Odó IV 1221-1240
- Arnau II Odó (V) 1240-1265
- Vessià III 1265-1280
- Felipa 1280-1325
- Regina de Gòtia 1325-1327
- Joan I 1325-1327 (comte de Rodés, Armanyac i Fesenzac)
- Joan II el Geperut 1327-1384
- Joan III 1384-1391
- Bernat VII 1391-1418
- Joan IV 1418-1420, regent després
- Joan V 1420-1455 (títol concedit al néixer el 1420, de fet no va exercir fins a 1440 quan el pare va caure presoner)
- Corona francesa 1455-1461
- Joan V 1461-1470
- A la corona 1470-1471
- Joan V 1471-1472
- a la corona 1472
- Joan V 1472-1473
- a la corona 1473
- Pere de Beaujeu 1473 (administrador militar)
- Carles 1473-1481 (vescomte de Fesenzaguet)
- Segrestat pel rei 1481-1497
- a la corona 1491